# Château de Coppet
Château de Coppet är ett slott i Schweiz. Det ligger i distriktet Nyon och kantonen Vaud, i den sydvästra delen av landet. Château de Coppet ligger 388 meter över havet. Det ligger vid sjön Genèvesjön väster om Coppet.
Trakten runt Château de Coppet är en mosaik av jordbruksmark och bebyggelse.